# Филатов, Юрий Александрович
Юрий Александрович Филатов (род. 26 января 1988, Райчихинск, Амурская область) — российский хоккеист, защитник.

## Биография
Воспитанник райчихинской хоккейной школы. Начинал карьеру в хоккейном клубе «Амур» (Хабаровск), который в то время выступал в Высшей лиге. Через год перешёл в дубль «Амура», где за 3 сезона выходил в 117 матчах. В 2007 году «Амур» вышел в Суперлигу, Филатов провёл 2 игры, ушёл в ХК «Ермак» (Ангарск), затем перешёл в ХК «Рязань», где провёл всего 1 игру. Играть за клуб «Газпром-ОГУ» (Оренбург). Затем выступал за ХК «Зауралье» (Курган) под номером 39.
С 2014 года тренер-преподаватель Краевого государственного автономного образовательного учреждения дополнительного образования «Хабаровский краевой центр развития хоккея «Амур» (город Хабаровск). Тренирует команду «Амур 2005».
в 2019 году стал тренером хоккейной команды "Алькор" Любительской хоккейной лиги г. Хабаровска.